# Manlleu Film Festival
El Manlleu Film Festival, conegut també com a MFF, és un festival de cinema a l'aire lliure que té lloc a la localitat catalana de Manlleu, Osona. El festival se celebra davant el Museu del Ter, a tocar del riu Ter amb l'objectiu d'apropar el cinema fora del circuit comercial.
Aquest festival va ser fundat al 2003 amb la intenció de portar a la ciutat els millors curtmetratges internacionals i independents del moment. A cada edició es presenten una mitjana de 50 curtmetratges catalans i internacionals triants entre més de 1.000 inscripcions. Inclou també la projecció de diversos llarmetratges en seccions paral·les, conferències, activitats familiars i trobades de professionals.
El Festival consta de 3 categories competitives: Osona, per obres produïdes a la comarca d’Osona; Nacional, per obres produïdes o co-produïdes als Països Catalans; i Internacional, per obres produïdes arreu del món.